# Ерік ван де Пуле
Ерік ван де Пуле (нар. 30 вересня 1961) — бельгійський автогонщик і колишній пілот Формули-1. Він взяв участь у 29 Гран-прі в сезонах 1991 і 1992 років. Він тричі перемагав у класі в перегонах 24 години Ле-Мана та виграв три гонки Формули-3000 у 1990 році. Ван де Пуле п'ять разів підіймався на найвищу сходинку п'єдесталу 24 годин Спа, що є абсолютним рекордом серед усіх переможців Спа.

## Кар'єра

### Початок та перші успіхи
Ван де Пуле почав займатися гонками в 1979 році, незабаром після того, як отримав водійські права. Його першим гоночним автомобілем став автомобіль його батька, Renault 12. У 1979 році він здобув свою першу перемогу, фінішувавши першим в перегонах 6 годин Мете на BMW 2002ti. У 1983 році Ерік взяв участь у школі Volant Avia F3 на автодромі Ла-Шатр у Франції та повернувся додому з переможним кубком. наступного року Ван де Пуле взяв участь у Французькій Формулі-3, але сезон видався доволі важким. Він набрав лише 3 очки на своєму Ralt RT3 і посів 17 місце в турнірній таблиці. В 1985 році він взяв участь в чемпіонатах Формули-Ford Бельгії та Бенілюксу та став чемпіоном в обох. Того ж року він взяв участь в бельгійському кузовному чемпіонаті, здобувши три перемоги на своєму BMW 325i на шляху до третього місця в серії. В той самий час Ван де Пуле також вперше взяв участь у класичній гонці 24 години Спа разом з командою Hoflijk Sport Team та напарниками Фріком Стаалем і Жаком Хендріксом на Opel Manta GT/E, але вони не змогли дістатися фінішу через технічні проблеми з електрикою та постачанням пального.
У 1986 році Ван де Пуле повернувся до перегонів в 24 години Спа на BMW 635 CSi команди Ci Bi Emme, з напарниками Жаном-Мішелем Мартіном і Паскалем Вітмером, але знову не зміг фінішував у гонці. Він також двічі виступив у британській Формулі-Ford, де піднявся на подіум в обох гонках, і тричі виступив у британській Формулі-3 з командою Mike Rowe Racing на Ralt RT30, здобувши лише 1 очко.
В 1987 році Ван де Пуле взяв участь в німецькій Формулі-3, де здобув один подіум та закінчив сезон на 11 місці, набравши 29 очок.  Протягом цього сезону Ван де Пуле виступав на BMW M3 в кузовних чемпіонатах Європи та світу, але його основоною серією був DTM, де він виступав за команду Zakspeed за кермом BMW M3. У десяти гонках DTM Ван де Пуле тричі піднімався на подіум та в підсумку здобув титул чемпіона з невеликим відривом від Мануеля Ройтера, який переміг в двох гонках, але набрав на три очки менше за бельгійця. Цього ж року Ван де Пулу вдалося пермогти в перегонах 24 години Спа з третьої спроби, за кермом BMW M3 разом з напарниками Жаном-Мішелем Мартеном і Дідьє Тесом. У 1988 році Ван де Пуле взяв участь лише у двох гонках DTM, переключивши свою увагу на Європейський кузовний чемпіонат із заводською командою BMW Schnitzer Racing. Здобувши дві перемоги (Донінгтон і Золдер) в одинадцяти гонках, він фінішував п’ятим в особистому заліку. В обох переможних гонках його напарником виступив Роберто Равалья, який здобув титул чемпіона.
В 1989 році, коли Європейський кузовний чемпіонат було скасовано, а BMW зосередилася на національних чемпіонатах, Ван де Пуле повернувся до перегонів на автомобілях з відкритими колесами. Він приєднався до команди Формули-3000 GA Motosports де виступав за кермом Lola T89/50. Набравши очки у своїй першій гонці в Сільверстоуні, він показав вражаючий результат в наступній гонці на Валлелунзі, де спромігся пробитись з 15-го місця на старті до фінішу 3-м. Незважаючи на падіння результатів в середині сезону, були 4-ті місця в Хересі та Спа, 5-е в Діжоні і 2-е в на трасі Бугатті, а Ван де Пуле став 5-м в особистому заліку з 19 очками. У 1990 році GA Motorsports перейшла на шасі Reynard 90D, і сезон розпочався багатообіцяюче з 6-го місця в Донінгтоні, 5-го в Сільверстоуні та перемоги на вуличній трасі По. Але ще одне падіння результатів в середині сезону залишило його на 6-му місці в чемпіонаті лише з 12 очками, за три раунди до кінця. Але після цього Ван де Пуле здобув дві перемоги в Бірмінгемі та в Ногаро, піднявшись на 2-е місце в турнірній таблиці з 30 очками, хоча безперервний лідер чемпіонату Ерік Кома з 51 очком залишився недосяжним.
Протягом 1990 року Ван де Пуле брав участь у кількох гонках кузовних чемпіонатів Німеччини та Бельгії, а також дебютував в перегонах на спорткарах за кермом Spice SE90C у двох раундах Чемпіонату світу спортивних прототипів у Монці та Донінгтоні, де його напарниками стали Вейн Тейлор і Бруно Джакомеллі. Ерік також відправився до США, щоб взяти участь у раунді Лайм-Рок чемпіонату IMSA GTO, за кермом Ferrari F40 LM разом з напарником Жаном-П’єром Жабулем, де вони фінішували 9-ми загалом та 5-ми в своєму класі.

### Формула-1

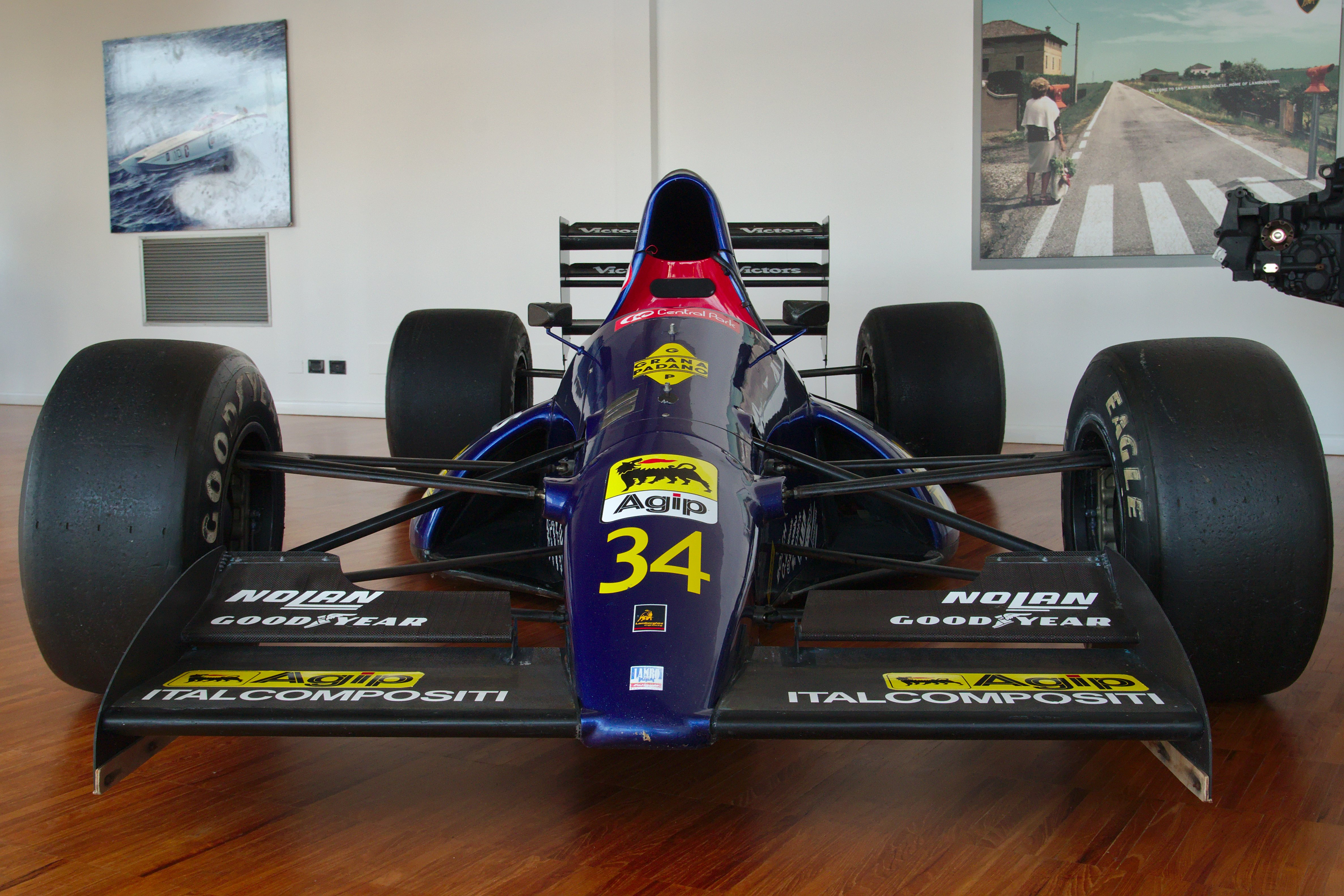
Lambo 291 на якому Ван де Пуле виступав за команду Modena в сезоні 1991 року.

Завдяки вдалим виступам в кузовних чемпіонатах та Формулі-3000, а також за підтримки давнього спонсора LeasePlan, Ван де Пуле отримав шанс дебютувати в Формулі-1 у 1991 році з новою командою, відомою як Modena або Lambo. Це була команда створена з залишків команди GLAS F1 — проваленого проєкту молодого мексиканського бізнесмена Фернандо Гонсалеса Луна. Під управлінням і технічним керівництвом досвідченого Мауро Форгієрі, це була фактично заводська команда Lamborghini.
Перехід від постачальника двигунів до конструктора був значним кроком для Lamborghini. Шасі 291 з його характерними трикутними боковими панелями та похилими радіаторами виглядали чудово, але передсезонні тести, спочатку з Мауро Балді, а потім з Ван де Пуле та його новим напарником по команді Ніколою Ларіні, були меншими обнадійливими. Крім того, коли команда потрапила до Фінікса на перший раунд сезону, обидві машини мали пройти попередню кваліфікацію.
Ларіні не тільки пройшов п’ятничну сесію, але й також зміг потрапити на стартову решітку, а вікенд для Ван де Пуле закінчився в попередній кваліфікаційній сесії. Він опинився в самому кінці таблиці в майже семи секундах до прохідного результату. Після того, як проблеми з ознайомленням траси завадили його першим кільком колам, під час його останньої спроби протестуючий проти Формули-1 ліг на трасу, і замість того, щоб показати червоний прапор та призупинити сесію, було показано лише жовтий прапор, і останнє швидке коло Ван де Пуле було зіпсовано.
Щоб показати, що йому просто не пощастило під час його першої спроби, на наступному раунді в Бразилії він показав кращий результат за Ларіні, і був лише за одне місце від потрапляння до кваліфікації. Він показав кращий результат в Імолі, а пізніше того ж дня став 21-м, наприкінці першої кваліфікації з гіршим часом, ніж він показав в попередній кваліфікації. Якби він показав час попередньої кваліфікації, він був би аж 19-м. З 21-го місця він піднявся ще до того, як гонка навіть почалася, коли Ален Прост вилетів на розігрівочному колі. Наприкінці першого кола він був 15-м, а на 4-му колі він піднявся до 11-го місця, після того, як Найджел Менселл, Нельсон Піке та Жан Алезі вилетіли з траси. Після переходу на сліки він залишився на 11-ій позиції та був змушений відбиватися від новачка Lotus, Міки Гаккінена. На 42 колі зійшов Іван Капеллі,  після цього Тьєрі Бутсен і Джуліан Бейлі заїхали на піт-стоп за новими комплектами сліків, згодом Андреа де Чезаріс також зійшов, а в Стефано Модени відмовила коробка передач, і в підсумку Ван де Пуле опинився в очках на 6 місці. За сім кіл до кінця на боліді Роберто Морено відмовив двигун, і Ван де Пуле піднявся на 5-е місце, це виглядало не просто незвичним результатом, але й приголомшливим дебютом для бельгійця. На половині останнього кола почались проблеми з двигуном Lamborghini V12, як виявилось вийшов з ладу паливний насос. Несамовитий Ван де Пуле намагався дотягти болід до фінішу, але він повністю зупинився перед поворотом Variante Bassa — буквально в межах видимості картатого прапора. У кінцевому підсумку Ван де Пуле був класифікований 9-м.
Він не зміг пройти наступні попередні кваліфікації та жодного разу не випередив Ларіні. Але в середині року система попередньої кваліфікації була настільки дивною, що 7-го місця Ларіні в Фініксі та 9-го місця Ван де Пуле в Імолі було достатньо, щоб забезпечити Modena 13-е місце серед команд попередніх двох пів сезонів. Тобто Modena позбулась вимоги проходити попередню кваліфікацію разом із Scuderia Italia та Jordan, тоді як Brabham, AGS та Footwork потрапили на їх місце. Але наявність гарантії участі у кваліфікації не наблизила Ван де Пуле до того, щоб знову вийти на стартову решітку. Досвід і національність Ларіні зробили його номером 1 у команді, і він зміг вийти на старт у чотирбох Гран-прі, а Ван де Пуле не зміг жодного разу перевершити 29 місце у кваліфікації. Хоча п’ять разів із восьми він відставав від потрібного результату менше ніж на секунду, а в Ешторілі він став найповільнішим, але відстав менше ніж на 0,6 секунди від 26-го місця.
У 1991 році єдиною гонкою бельгійця за межами Формули-1 стали перегони 24 години Спа, де він виступив на BMW M3 команди Bastos з напарниками Роберто Равалья та Емануеле Пірро. Вони здобули третє місце в кваліфікації, але не змогли фінішувати в гонці через технічні проблеми. Загалом, 1991 рік став непереконливим з точки зору місця Ван де Пуле у Формулі-1.

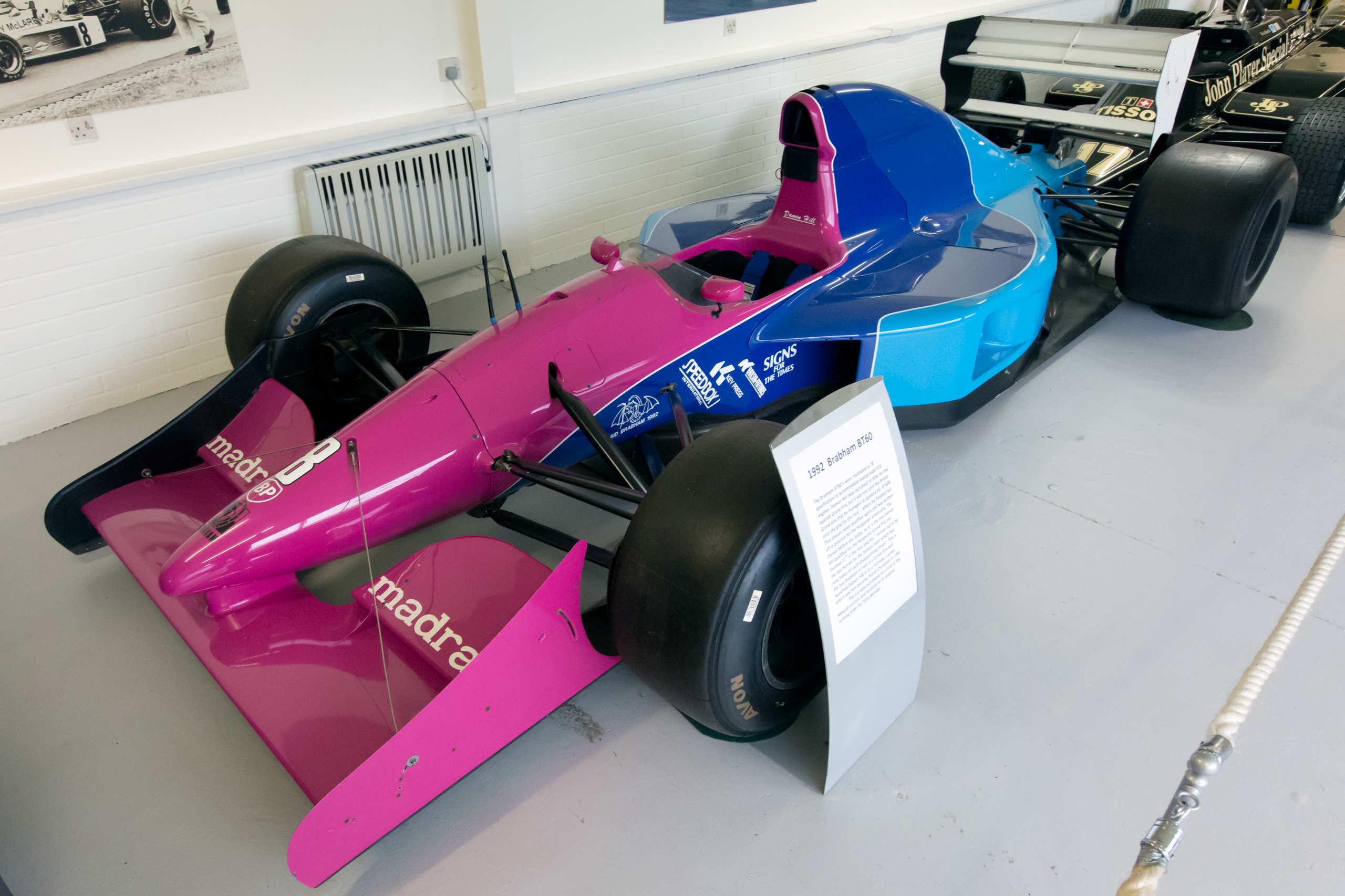
Brabham BT60B Деймона Гілла — напарника Ван де Пуле в команді Brabham в 1992 році.

В Modena хотіли продовжити виступи в сезоні 1992 року, але у них не було необхідного бюджету, і в кінці сезону команда покинула Формулу-1. Через це у 1992 році він був змушений шукати нову команду та в підсумку приєднався до, колись легендарної, Brabham, хоча вона вже мало чим нагадувала колишню чемпіонську команду та доживала свій останній сезон в Формулі-1. Brabham BT60B з двигуном Judd V10 не викликав особливого захоплення, а напарниця Ван де Пуле по команді Джованна Аматі була абсолютним новачком в Формулі-1.
У першому раунді в Південній Африці Ван де Пуле зумів пробитись на стартову решітку, кваліфікувавшись 26-м, випередивши Поля Бельмондо менш ніж на десяту секунди. Йому допоміг той факт, що Brabham не були новою командою, а отже, не мали проблем з процедурою кваліфікації, а три з чотирьох учасників, які не пройшли, включаючи Аматі, були новачками Формули-1. В гонці бельгієць тримався осторонь лідерів і дістався картатого прапору на 13-ій позиції, останнім із тих хто фінішував, хоча й на 4 кола позаду переможця Менселла. Але в Мексиці він зіштовхнувся з суворою реальністю, коли не зміг потрапити на стартову решітку з відставанням більш ніж на секунду від 26-ї позиції, і вперше в історії Brabham жодна машина не змогла пройти кваліфікацію. Те ж саме сталося в Бразилії, і Аматі було звільнено на користь майбутнього чемпіона Формули-1 Деймона Гілла. Однак ситуація навряд чи могла покращитись у зв'язку з недостатнім фінансуванням, через що вони мали проблеми з оплатою своїх двигунів, і були змушені використовувати їх з обмеженими максимальними обертами.
Ван де Пуле продовжував відставати приблизно на секунду від місця на стартовій решітці. Хоча він був швидшим за Гілла в більшості кваліфікацій, але британець зміг кваліфікуватись на гонку в Британії та Угорщині, тоді як Ван де Пуле більше жодного разу не вийшов на старт гонки з Brabham. Найближчим він був у Монако, де став 27-м в кваліфікації і відстав від Роберто Морено з команди Andrea Moda лише на 0,036 секунди.
На Гран-прі Угорщини в серпні Ван де Пуле приєднався до молодої італійської команди Fondmetal, щоб замінити швейцарця Андреа К'єзу та стати новим напарником Габріеле Тарквіні. Різниця в порівнянні з Brabham була одразу помітною. На своєму першому швидкому колі за кермом GR02 Ван де Пуле показав достатній результат, щоб потрапити на стартову решітку, і врешті-решт кваліфікувався 18-м, а Тарквіні –  12-м. Однак гонка виявилася невдалою для обох пілотів: Тарквіні вилетів в першому повороті через зіткнення з обома болідами Ligier з Джонні Гербертом на Lotus, тоді як Ван де Пуле вилетів з траси через власну помилку після двох кіл. У Ван де Пуле були всі підстави для оптимізму щодо домашнього Гран-прі Бельгії в Спа, і знову Fondmetal відзначилися у кваліфікації: Тарквіні здобув 11-ту стартову позицію, а Ван де Пуле — 15-ту. У гонці на трасі, що підсихала після дощу, він знову показав хороший результат, як і в Імолі минулого року, фінішувавши 10-м із 18 класифікованих гонщиків і показав 11-ий час серед найшвидших кіл гонки. Однак наступний раунд у Монці видався менш вдалим: Ван де Пуле пройшов кваліфікацію лише 25-м і зійшов на першому колі через проблеми з зчепленням.
Після Гран-прі Італії, за три етапи до кінця сезону, Fondmetal були змушені припинити свою участь у Формулу-1 через брак грошей. Ван де Пуле залишився без місця за кермом, а всі три команди, за які він виступав, вийшли з Формули-1 через труднощі з фінансами. Незважаючи на те, що наступного року він провів тести з командою Tyrrell, він більше не брав участі у Формулі-1.
Окрім успіху в Гран-прі Формули-1 у Спа, Ван де Пуле також здобув хороший результат в перегонах 24 години Спа 1992 року. Він фінішував другим, за кермом BMW M3 разом з напарниками Йоахімом Вінкельгоком і Альтфрідом Геґером. Сезон 1992 також ознаменувався його дебютом у Ле-Мані. Він приєднався до команди Peugeot Talbot Sport разом з напарниками Аленом Ферте та Карлом Вендлінгером. Їхній Peugeot 905 Evo 1B зійшов на 208 колі через несправність двигуна.

### Після Формули-1
В 1993 році Ван де Пуле повноцінно повернувся до гонок на турингових автомобілях, приєднавшись до команди Waterloo Motors в Бельгійському кузовному чемпіонаті. Він зміг здобути лише одну перемогу в Спа та закінчив чемпіонат на 6-му місці. Цього ж року Ван де Пуле  приєднався до Toyota Racing, щоб взяти участь в 24 годинах Спа. Він розділив кермо Toyota Carina E GTi разом з напарниками Віллом Гоєм та Джуліаном Бейлі. Незважаючи на те, що вони стартували з 5-го місця, вони змогли фінішувати лише 23-ми. Пізніше того ж року Ван де Пуле разом з Nissan Castrol Racing взяв участь у FIA Touring Car Challenge за кермом Nissan Primera, фінішувавши лише 9-м, незважаючи на найшвидше коло в гонці.

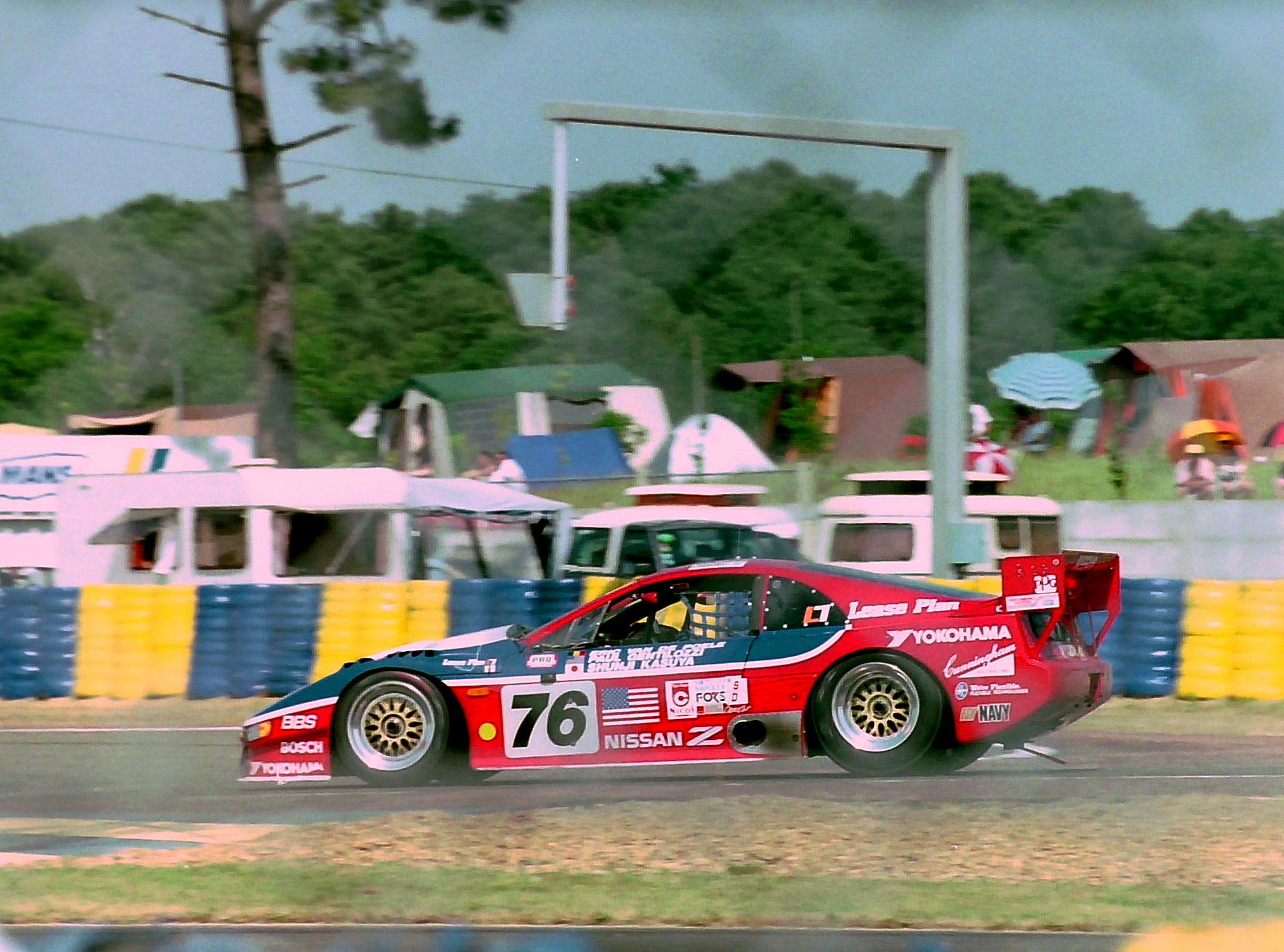
Nissan 300ZX Ван де Пуле під час виступу в 24 годинах Ле-Мана 1994 року.

Співпраця з Nissan продовжилась в 1994 році, і він отримав можливість взяти участь в Британському кузовному чемпіонаті за кермом Nissan Primera eGT. Але в надзвичайно конкурентній серії участь Ван де Пуле збіглася з занепадом Nissan в серії, і Primera виявилася машиною з доволі поганою керованістю. Набравши лише 2 очки за 9-е місце в Снеттертоні в перших семи етапах, у Сільверстоуні всі три заводські Primera потрапили в зіткнення в повороті Копс на першому колі, і ніхто не зміг взяти рестарт. Після фіаско в Сільверстоуні бельгієць покинув чемпіонат та взяв участь у трьох гонках IMSA GT за команду Cunningham Racing на Nissan 300ZX, де посів 3-є місце в Лагуна-Сеці та Фініксі та 4-е в Портленді, а також здобув два найшвидші кола, і в підсумку фінішував 5-м в чемпіонаті, незважаючи на обмежену кількість виступів. Цього ж року він знову взяв участь в 24 годинах Ле-Мана на Nissan 300ZX класу IMSA GTS команди Clayton Cunningham Racing разом з напарниками Полом Джентілоцці та Шунджі Касуя, але ця спроба завершилася після 25 кіл через відмову двигуна.
Nissan запросили Ван де Пуле назад за кермо Nissan Primera eGT на два сезони в Іспанський кузовний чемпіонат в 1995 та 1996 роках. Там він зміг продемонструвати набагато кращі результати, ніж у Британії, здобувши чотири перемоги в 1995 році (три в Барселоні та одну в Калафаті), а також чотири інші фініші на подіумі на шляху до 3-го місця в чемпіонаті, а також ще дві перемоги наступного сезону в Харамі та Барселоні, в якому він фінішував 5-м. Він також взяв участь на Nissan Primera в Кубку світу FIA 1995 року та в двох гонках бельгійського чемпіонату Procar 1996 року. Але протягом цих двох років Ван де Пуле також почав виступати на автомобілях інших виробників. На початку 1995 року він приєднався до команди Scandia Racing Team, для перегонів на прототипі Ferrari 333 SP у 24 годинах Дайтони та 12 годинах Себрінга. В Дайтоні він брав участь разом з партнерами Полом Джентілоцці, Ферміном Велесом та Енді Евансом, але вони завершили гонку достроково на 417 колі через відмову двигуна. В Себрінгу йому вдалося здобути перемогу разом з Евансом і Велесом, він також провів декілька гоночних відрізків за кермом машини, яка посіла 4 місце, разом із Мікеле Альборето та Мауро Балді. У 1995 році він також брав участь в 24 годинах Ле-Мана з заводською командою Courage на прототипі C41 з двигуном Chevrolet і мав розділити його з Олів’є Береттою та словенським пілотом Матяжем Томлє. Але автомобіль було дискваліфіковано через недостатню вагу. В 24 годинах Спа 1995 року він приєднався до Жана-Франсуа Гемруля та П’єра-Алена Тібо на заводському Opel Vectra, але вони не змогли фінішувати через відмову двигуна. У 1996 році він знову приєднався до Courage для 24 годин Дайтони, розділивши автомобіль з Ріком Сазерлендом, Жаном-Полем Лібертом і Стівом Фоссеттом, але C41 потрапив в аварію на 209 колі. Однак для 12 годин Себрінга він пересів за кермо Riley & Scott Mk III команди Doyle Racing і здобув перемогу разом з Вейном Тейлором і Джимом Пейсом, випередивши усіх на 4 кола. Потім він повернувся до Ferrari 333SP у Ле-Мані, де розділив болід команди Team Scandia разом з Марком Гуссенсом та Еріком Бачелартом. Ван де Пуле встановив найшвидший час у попередній кваліфікації, а також продемонстрував найшвидше коло гонки, але пізніше в гонці автомобіль потрапив в аварію. Пізніше в 1996 році він підтвердив свої універсальні здібності, коли в двох гонках Trans-Am на Chevrolet Camaro команди Rocketsports він кваліфікувався 10-м та фінішував 7-м у Міннеаполісі, а також кваліфікувався 8-м у Елкхарт-Лейк.
Враховуючи його успіх у американських гонках, у 1997 році Ван де Пуле вирішив переїхати до Сан-Дієго та зосередитися на Чемпіонаті світу з перегонів на спорткарах IMSA з командою Doyle Racing Riley & Scott. Його напарником знову став Вейн Тейлор, а в Дайтоні та Себрінгу до них приєднався Скотт Шарп. Після сходів в двох найдовших гонках на витривалість розпочався більш успішний відрізок сезону, коли Ван де Пуле продемонстрував найшвидше коло на трасі Сірс Пойнта. Після цього послідували подіуми в Моспорті, Лас Вегасі, Пайкс Піку та Лагуні Сеці. У підсумку Ван де Пуле завершив сезон на 8-му місці, набравши 163 очки.

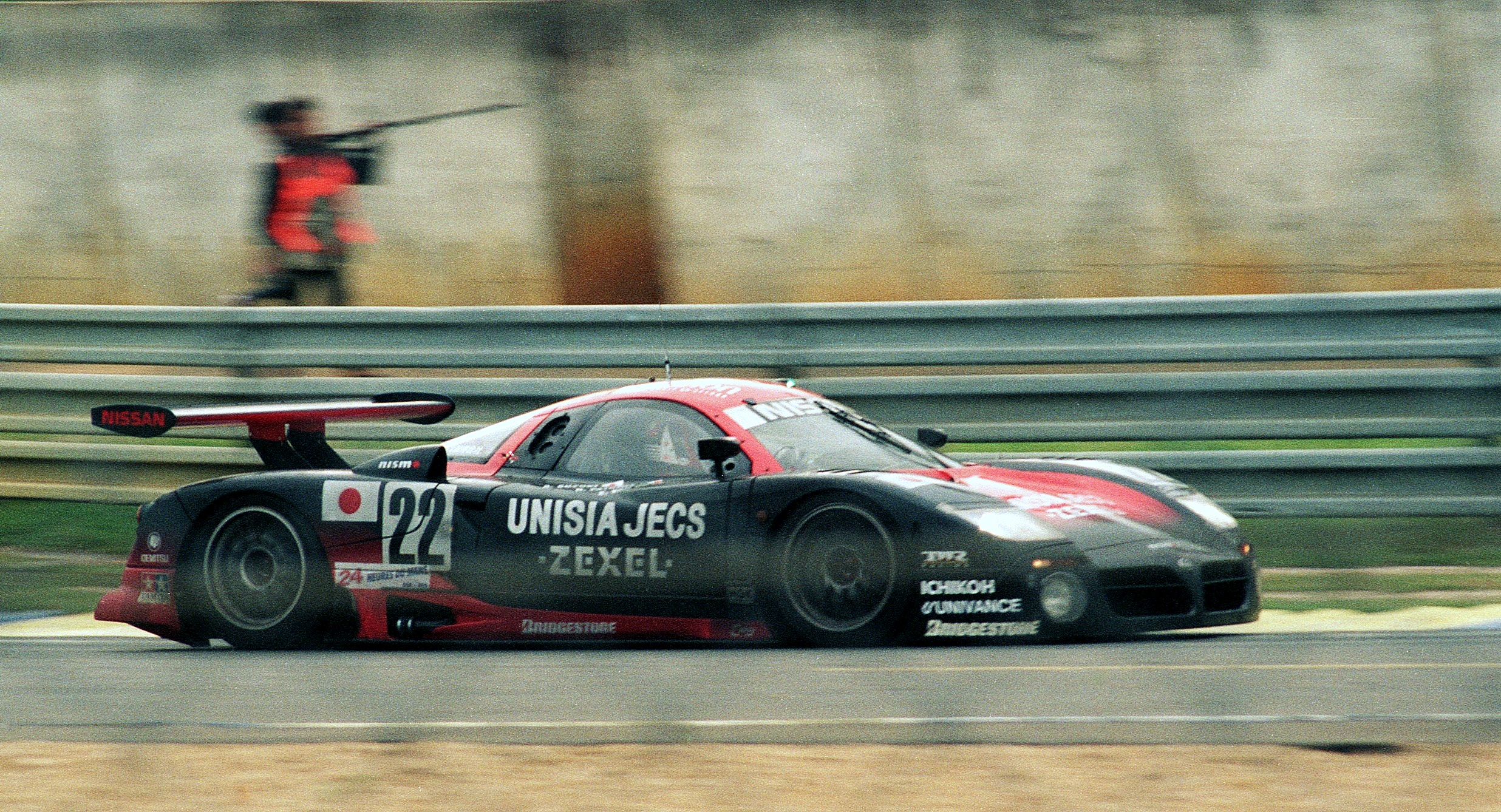
Nissan R390 GT1 Ван де Пуле під час виступу в 24 годинах Ле-Мана 1997 року.

Для перегонів в Ле-Мані 1997 року він приєднався до команди Nissan під керівництвом Tom Walkinshaw Racing, щоб розділити Nissan R390 GT1 з Ріккардо Патрезе та Аґурі Судзукі. Екіпаж зміг кваліфікуватися на друге місце в класі. За першу годину гонки вони піднялись на 2-е місце та боролися з Мікеле Альборето за лідерство. Коли Nissan трьох колишніх пілотів Формули-1 перебував на 4-му місці, у нього почалися проблеми з масляним радіатором коробки передач, що згодом вразило всі машини команди. Після кількох тривалих піт-стопів, які відкинули їх на 24 місце, врешті-решт машина зійшла з дистанції о 1:47 ночі. Цього року Ван де Пуле отримав значно більше успіху в 24 годинах Спа, де він фінішував 3-м у класі на BMW з Паскалем Вітмером та Олів’є Марешалем. Завершуючи свій 1997 рік, Ван де Пуле приєднався до команди Lister, яку спонсорувала футбольна команда Ньюкасл Юнайтед, щоб розділити Lister Storm разом з Джуліаном Бейлі в останніх двох раундах чемпіонату FIA GT у Сібрінгу та Лагуні Сеці Однак вони виявилися безрезультатними, оскільки Lister не зміг досягти фінішу в обох раундах.

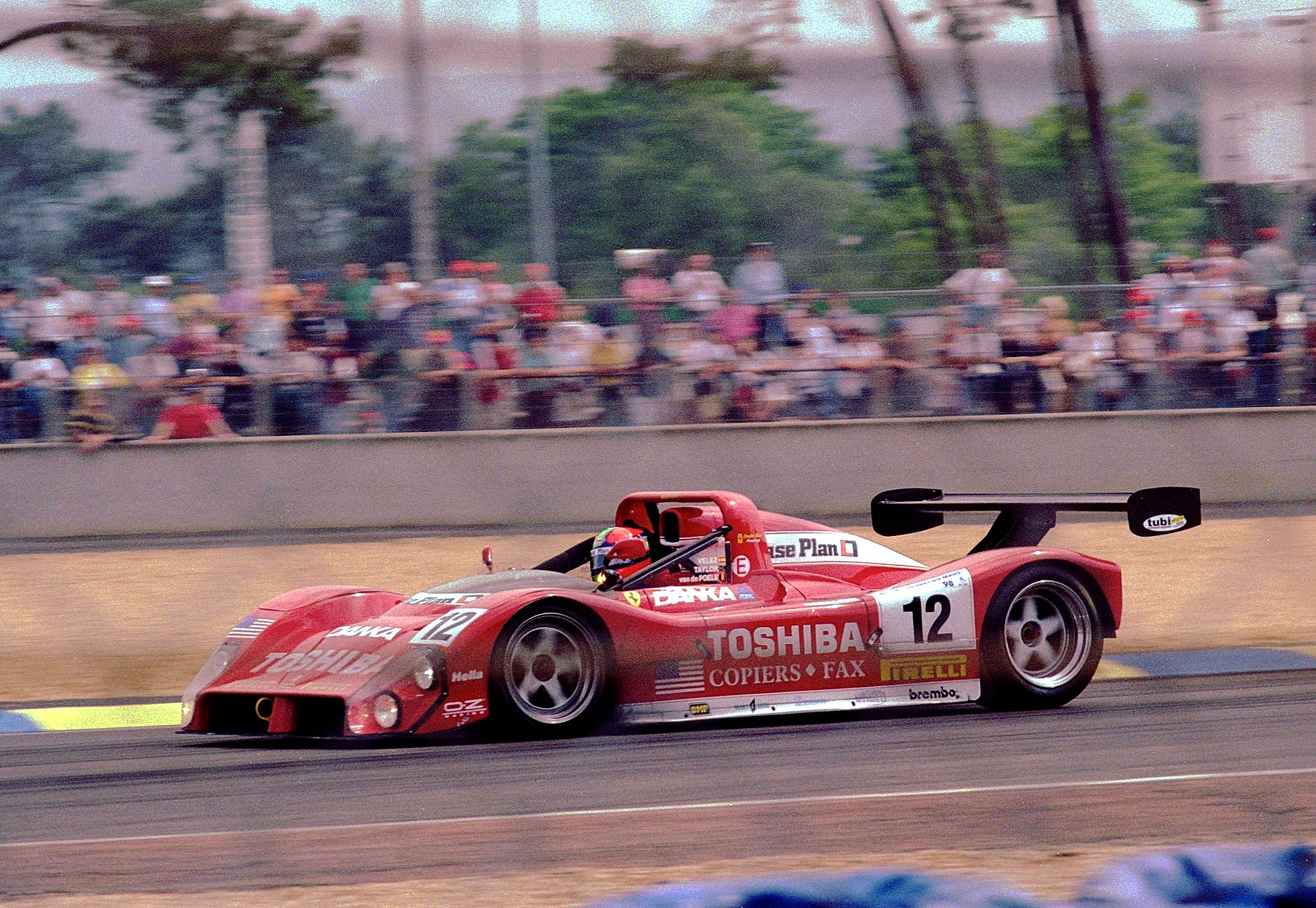
Ferrari 333 SP за кермом якої Ван де Пуле здобув перемогу в класі GT1 в 24 годинах Ле-Мана 1998 року.

У 1998 році Ван де Пуле виступав майже виключно за команду Doyle Racing, яка об’єдналася з Risi Competizione. Він виступав за кермом Ferrari 333 SP разом Вейном Тейлором та Ферміном Велесом, який приєднався до них в Дайтоні, Сібрінгу та Ле-Мані. Це був також перший рік, коли гонка в Дайтоні проводилась як раунд Чемпіонату США з шосейних перегонів, а Сібрінг та інші гонки проводились як частина Чемпіонату IMSA Professional Sportscar Racing Championship, попередника американської серії Ле-Ман. У Дайтоні Ван де Пуле потрапив в аварію на 225 колі, отримавши легку травму, але він відновився до Сібрінга, де його екіпаж здобув поул, 2-е місце в класі WSC і 6-е місце загалом. Після цього Тейлор і Ван де Пуле здобули поули в Лас-Вегасі та другому раунді в Сібрінга, перемоги в Лас-Вегасі та Петіт-Ле-Мані на трасі в Атланті, а також подіуми в Лайм-Року, Атланті та Лагуна Сеці. Зрештою, бельгієць завершив чемпіонат 3-м у серії зі 155 очками. Doyle-Risi також взяли участь з Ferrari 333SP в перегонах 1000 км Монци, де Тейлор і Ван де Пуле завоювали 6-е місце та 2-е місце в класі WSC. Згодом команда здобула перемогу в класі LMP1 у Ле-Мані, фінішувавши 8-ми загалом, у гонці, де бельгієць провів 12 безперервних годин за кермом Ferrari. Команда також зайняла 3 місце в раунді Міжнародної серії спортивних перегонів в К'яламі. І на завершення успішного сезону Ван де Пуле виграв ще одну гонку 24 години Спа на BMW 320i команди Juma Racing в партнерстві з Марком Дуезом і Аленом Кудіні.
Коли чемпіонат IMSA був перетворений на Американську серію Ле-Мана у 1999 році, Ван де Пуле знову вирушив за новими викликами, приєднавшись до команди Rafanelli з їхнім Riley & Scott, оснащеним двигуном Judd. У Сібрінгу він розділив машину з Девідом Саленсом і Томашем Енге, кваліфікувався 2-м, але був змушений зійти з дистанції через витік мастила. З наступної гонки партнером бельгійця в Rafanelli став Доменіко Ск'ятарелла, і вони досягли миттєвого успіху, здобувши перемогу та найшвидше коло в Атланті. Він знову повернувся до Nissan Motorsport за кермо R391 для участі в Ле-Мані. Під час аварії в кваліфікації він отримав пошкодження спини, і був змушений відмовитись від перегонів на кілька місяців. Його колишній суперник у Формулі-3000 та Формулі-1 Ерік Кома зайняв його місце в Rafanelli. Бельгієць повернувся до Rafanelli вчасно для Петіт-Ле-Ману на трасі в Атланті, і в партнерстві з Ск'ятареллою та Енгом, фінішував 6-м. Останні перегони сезону ALMS принесли розчарування двома сходами в Лагуна Сеці та Лас-Вегасі, але якщо і була якась втіха, так це те, що Ерік отримав нагороду «Особистість року» від журналу Autosport. І на горизонті було ще більше яскравих новин, коли Ван де Пуле був підписаний для участі в амбітному проекті Cadillac в наступному році.

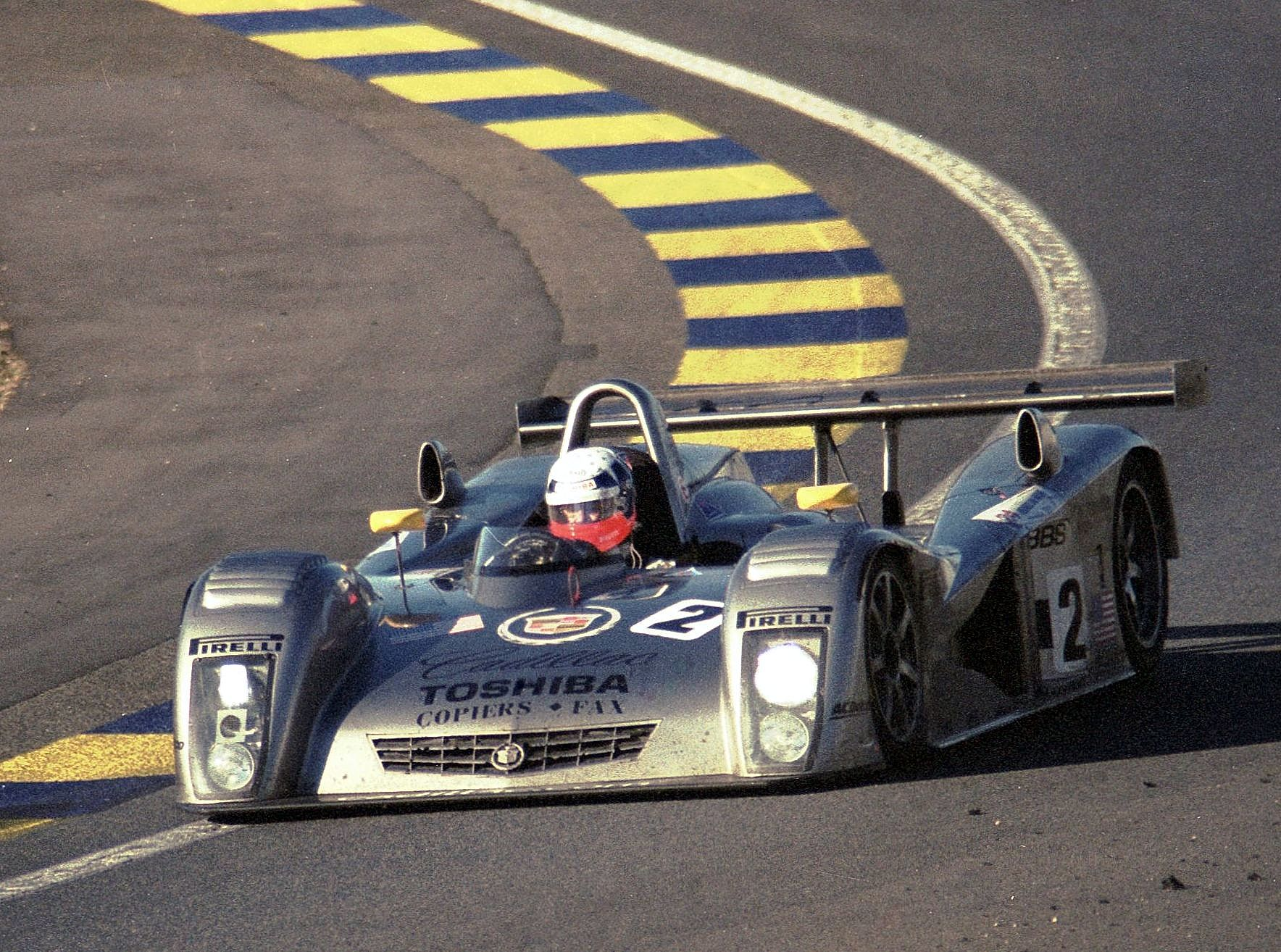
Cadillac Northstar LMP Ван де Пуле під час виступу в 24 годинах Ле-Мана 2000 року.

Cadillac збиралися взяти участь у 24 годинах Дайтони, 12 годинах Сібрінга, 24 годинах Ле-Мана і Петіт-Ле-Мані зі своїм новим Northstar LMP. Крім Ван де Пуле команда також підписала інших відомих гонщиків, таких як Вейн Тейлор, Франк Лаґорс, Бутч Лейцінгер, Енді Воллес і Макс Анжелеллі. Але незабаром з'ясувалося, що машина недостатньо швидка та має певні проблеми. Тейлор, Ван де Пуле та Анжелеллі фінішували 14-ми в Дайтоні (3-є місце в класі SR) і 6-ми в Сібрінгу. Але Ле-Ман розчарував: автомобіль Ван де Пуле кваліфікувався лише 16-м і фінішував 22-м. Незважаючи на більш багатообіцяюче 7-е місце в Петіт-Ле-Мані, Ван де Пуле вирішив покинути програму Cadillac і повернувся до команди Risi Competizione до знайомого Ferrari 333SP для раундів Grand-Am на Елкгарт-Лейк і Воткінс-Глен, фінішувавши 2-м в Елкгарт-Лейк з Ск'ятареллою. Він повернувся до своєї улюбленої гонки 24 години Спа за кермом компактного Peugeot 306 GTI команди Peugeot Team Belgique Luxembourg. Партнерами Ван де Пуле стали інші зірки бельгійського автоспорту Вінсент Радермекер і Джеффрі ван Гойдонк. Ван де Пуле лідирував в гонці, коли зіштовхнувся з проблемою селектора передач та був вимушений зійти з дистанції. Дві інші машини команди зайняли 1-е та 3-є місце, що підкреслило погану вдачу Ван де Пуле. Сходи під час лідирування в гонці стануть повторюваною історією в наступні роки кар'єри бельгійця.

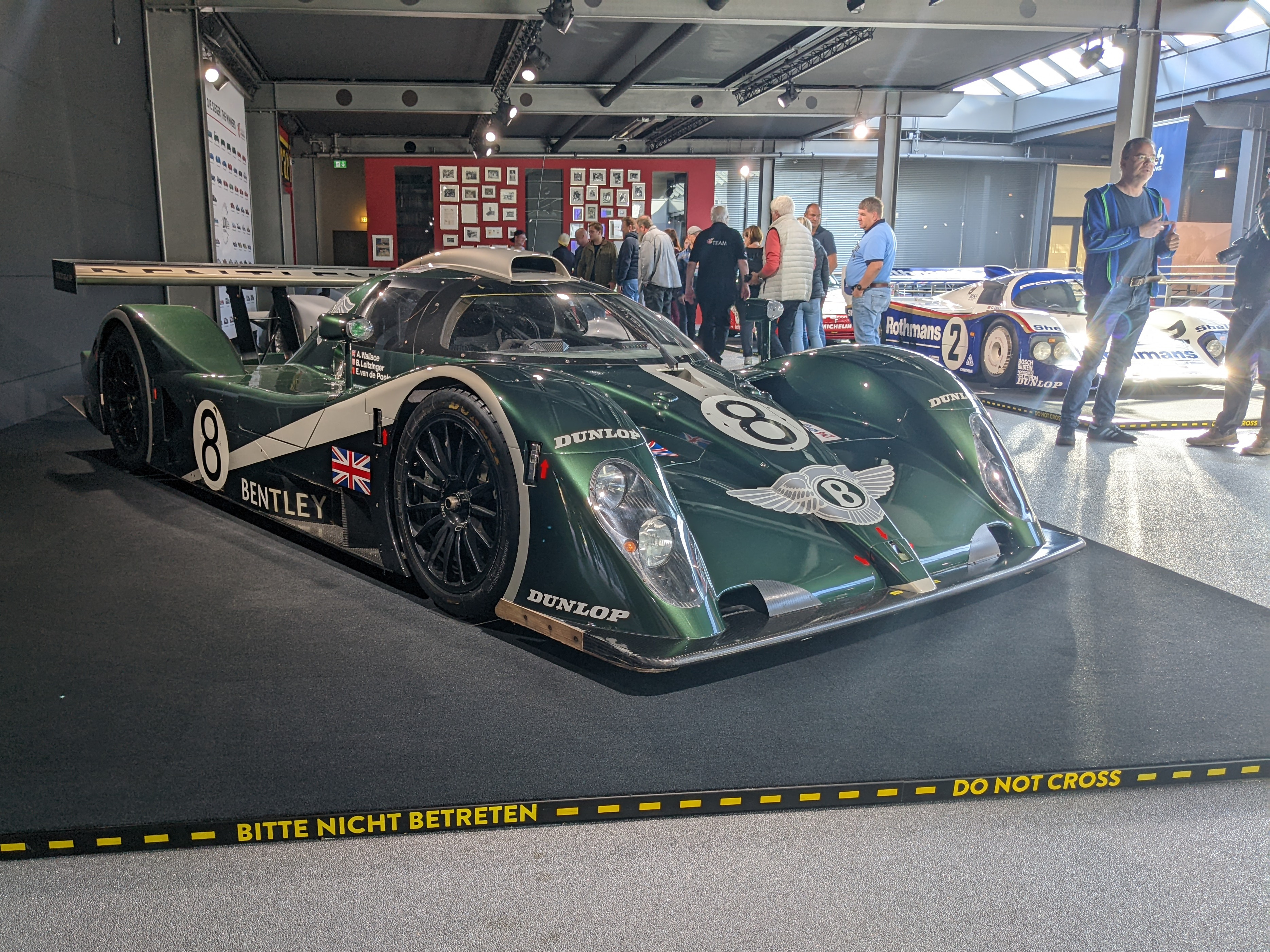
Bentley EXP Speed 8 за кермом якого Ван де Пуле здобув перемогу в класі LM GTP в 24 годинах Ле-Мана 2001 року.

Це повторилося одразу на початку 2001 року в Дайтоні, коли автомобіль Ferrari 333SP команди Risi Competizione, який він ділив з напарниками Ральфом Келленерсом, Алланом Макнішем і Девідом Бребемом, зійшов через відмову двигуна на 16-й годині гонки під час лідирування. Того ж року, він приєднався до команди Rafanelli для виступу в 24 годинах Спа. Його партнерами за кермом Ferrari 550 Maranello стали Емануель Наспетті, Філіп Стівені та Марсьяль Шувель. Під час лдіирування в гонці в автомобіля зламалася підвіска, що призвело до сходу. Загалом 2001 рік виявився невтішним роком у кар’єрі Ван де Пуле. Залишивши Cadillac, він вів переговори з заводською командою Panoz для сезону Американської серії Ле-Ман 2001 року, але в Panoz зрештою віддали перевагу екс-пілоту CART Гуальтеру Саллесу. Натомість бельгійцю доводилося задовольнятися окремими виступами в різних серіях. Отже, окрім Дайтони, на Елкгарт-Лейк відбувся ще один старт Grand-Am на Riley & Scott Mk III команди Robinson Racing з Джеком Болдвіном і Джорджем Робінсоном, де вони фінішували 4-ми. У Європейській серії Ле-Ман він виступив в двох гонках з Dick Barbour Racing на Reynard 01Q разом із Дідьє де Радігесом, зійшовши через зламане зчеплення у Донінгтоні, але вигравши клас LMP675, посівши третє місце після сенсаційної виступу на Харамі. Він навіть брав участь у раунді Belgian Masters місцевого чемпіонату Belcar у Золдері, керуючи Gillet Vertigo з Басом Лейндерсом, де він посів 9-е місце загалом та 2-е в класі. Але, безумовно, найбільшого успіху він досяг у Ле-Мані, де він виступив за кермом одного із прототипів Bentley EXP Speed 8 разом з Бутчем Лейцінгером та Енді Воллесом. Разом вони досягли неймовірного третього місця серед усіх екіпажів та першого у класі LM GTP.
Досягнувши сорокаліття і не маючи тривалих контрактів з командами, у 2002 і 2003 роках Ван де Пуле почав відмовлятися від регулярних змагань і зрештою повернувся до Бельгії. Він знову приєднався до Risi Competizione з Ferrari 333SP у Дайтоні в 2002 році, цього разу з Девідом Бребемом і Стефаном Юганссоном. Автомобіль знову зійшов з дистанції під час лідерства через пошкодження внаслідок аварії. Він також долучився до команди Panoz у Сібрінгу з Девідом Бребемом і Яном Магнуссеном, але автомобіль зійшов через відмову двигуна лише після 56 кіл. У Ле-Мані він возз’єднався з Енді Воллесом і Бутчем Лейцінгером за кермом Bentley. Хоч вони не потрапили на загальний подіум, фінішувавши 4-ми, вони знову здобули перемогу в класі LM GTP. Але Ван де Пуле знову зіштовхнувся з невдачею в 24 годинах Спа, де він об’єднався з Енді Воллесом, Джеймі Кемпбелл-Волтером і Ніколасом Спрінгером за кермом заводського Lister Storm. Після старту 4-м автомобіль був дискваліфікований посеред гонки через використання неправильного заїзду в бокси.
У 2003 році Ерік знову приєднався до Risi Competizione для 24 годин Дайтони, але тепер у класі GT на Ferrari 360 Modena GT, разом з Мауро Балді, Джастіном Кіном і Раяном Гемптоном. Цього разу йому вдалося досягти фінішу, завершивши гонку на 11-му місці загалом та 5-му в класі. Він також виступив в Сібрінгу та Атланті в ALMS на Dallara SP1 команди Doran Lista Racing, фінішувавши 7-м з Дідьє Тейсом і Фреді Лінгардом в Сібрінгу, і 5-м з Тейсом в Атланті. Для  24-годинної гонки в Спа Ван де Пуле приєднався до Вальтера Лехнера-молодшого, Тоні Зайлера та Франца Конрада за кермом Saleen S7-R команди Konrad Motorsport. Екіпаж бельгійця стартував з 2-го місця та лідирував на 74-му колі коли коробка передач вийшла з ладу, що призвело до чергового сходу під час лідерства. З іншого боку, 2003 рік став роком експериментів, коли Ван де Пуле виступив гостем у Чемпіонаті Бельгії з ралі на етапі Rallye de Wallonie. За кермом Citroen Saxo VTS з штурманом Роландом ван ден Бранденом він фінішував 28-м серед 75 учасників. Він також зробив ще один гостьовий виступ через тиждень у бельгійському чемпіонаті Mini Cooper Challenge, коли він замінив Фредеріка Буві під час етапу в Спа. Він кваліфікувався 3-м, але не зміг фінішувати в першій гонці, і прорвався з кінця пелотону до 5-го місця в другій гонці. Він навіть випробував одну машин V8Star у Зандворті, але наприкінці року він зосередив свою увагу на допомозі любителям-ентузіастам і молодим гонщикам в пошуку нових можливостей для перегонів.
Наприкінці 2003 року Ван де Пуле став спортивним директором нової концепції автоспорту під назвою Formula X, генеральним директором якої був Клод Шантала, а президентом Квірін Бові. Концепція передбачала серію «приходь та їдь» з однаковими шасі та двигунами. Для участі гонщикам потрібно було лише 40 000 доларів США, значно менший бюджет, ніж для інших серій. За цю ціну організатори дбали б про транспортування та технічне обслуговування автомобіля, а також про оренду траси, паливо, шини та навіть зручності для спонсорів. Девід Болдвін, колишній співробітник Team Lotus, був інженером, що стояв за проєктом, і унікальним аспектом було те, що шасі могло бути одномісним болідом або спортивним прототипом, і перетворення з одного на інший займало лічені хвилини. Після випробувань автомобіля на базі серії в Спрімонті та на Поль Рікарі, Ван де Пуле прокоментував: «Formula X, на мій погляд, є найкращою серією, коли йдеться про розваги за доступний бюджет. 200 кінських сил при 455 кг є достатньою потужністю для швидкої та близької боротьби на трасі». Значна кількість учасників підписалася на перший сезон Формули Х у 2004 році, який проводився в основному як серія спортивних прототипів, з раундами в Монці, Нюрбургрингу, Спа та Дубаї. Час від часу в гонках серії брали участь професійні гонщики, а в Дубаї серед учасників був тодішній пілот команди A1GP з Лівану Халіл Бешір. Але серія повільно набирала обертів, був запланований чемпіонат Formula X Gulf Series на Близькому Сході, але пізніше відкладений. Згодом стало зрозуміло, що перший сезон серії виявився також і останнім.
Що стосується змагань, у 2004 році команда A-Level Engineering запросила Ван де Пуле виступити за кермом Porsche 996 Bi-Turbo з Вольфгангом Кауфманном на перегонах Нюрбургринга та Сільверстоуну серії Le Mans Endurance Series (LMES). Співпраця з A-Level Engineering не принесла результатів, оскільки автомобіль не зміг розпочати жодну з гонок через механічні проблеми. Пізніше, для участі в 24 годинах Спа, він приєднався до Vitaphone Saleen де його напарниками стали Франц Конрад, Міхаель Бартельс і Уве Альцен. На 78 колі гонки в машині виникли проблеми з подачею палива, що призвело до чергового сходу під час лідерства.
Оскільки Formula X залишилася в минулому, бельгієць знову повернувся до періодичних виступів у 2005 році. Його рік почався з пробігу в історичному ралі Neige & Glace (сніг і лід), за кермом Porsche 911 1964 року разом з Меггі Парріс. Його шлях до 29-го місця у загальному заліку не обійшовся без драми, оскільки включав незначне зіткнення з вантажівкою. Він знову приєднався до Вольфгана Кауфманна, щоб виступити за кермом Porsche команди A-Level Engineering у раунді LMES у Спа. Цього разу машина змогла стартувати гонці, але екіпаж був вимушений зійти з гонки на 64 колі через проблеми з перегрівом.
Пізніше Ван де Пуле також брав участь у раунді Нюрбургринга серії LMES, цього разу за кермом Lola B05/40 Judd команди Horag Lista Racing разом з напарником Дідьє Тейсом. Екіпаж здобув перемогу в класі LMP2 та посів 7 місце в загальному заліку. Автомобіль також повинен був взяти участь у Petit Le Mans, де Тейс і Ван де Пуле приєдналися до Теда Берка, але аварія під час практики з Ван де Пуле за кермом призвела до того, що вони не змогли вийти на старт гонки. У 2005 році Ван де Пуле також повернувся до гонок турингових автомобілів, з’явившись на 12-годинному раунді Спа Бельгійської серії турингових автомобілів. Він виступив за кермом Jaguar X-Type команди Motorsport International разом з постійними гонщиками серії Бернаром Дельезою та Крістофом Жоффруа. Через три години після початку гонки автомобіль зійшов з гонки через перегрів двигуна. Бельгієць здобув значно кращого результату в 24 годинах Спа, де він повернувся до команди Vitaphone з Міхаелем Бартельсом і Тімо Шайдером, цього разу завоювавши поул і домінуючу перемогу з лідерством у 2 кола за кермом Maserati MC12 GT1. Таким чином Ван де Пуле закріпив своє місце в історії 24 годин Спа, ставши першим гонщиком, який вигравав гонку у 1980-х, 1990-х і 2000-х роках, після його перемог у 1987 та 1998 роках.
На початку 2006 року його було оголошено одним із нових пілотів серії Grand Prix Masters. Першим етапом серії стала гонка на трасі в Лусаїлі, Катар, яка проходила в жахливо спекотних умовах. Стартувавши з 11-го місця, він зумів прорватися до третього місця на подіумі, позаду чемпіона Формули-1 Найджела Менселла та Крістіана Даннера. Через проблеми з постачальником двигунів серії в Сільверстоуні, Ван де Пуле був змушений стартувати 14-м після того, як не зміг встановити кваліфікаційний час. Під час блискучої гонки на мокрій трасі він наздогнав і обійшов лідера Едді Чівера, але пізніше його болід двічі розвернуло і він в підсумку фінішував другим. Ван де Пуле завершив чемпіонат на другому місці в особистому заліку.

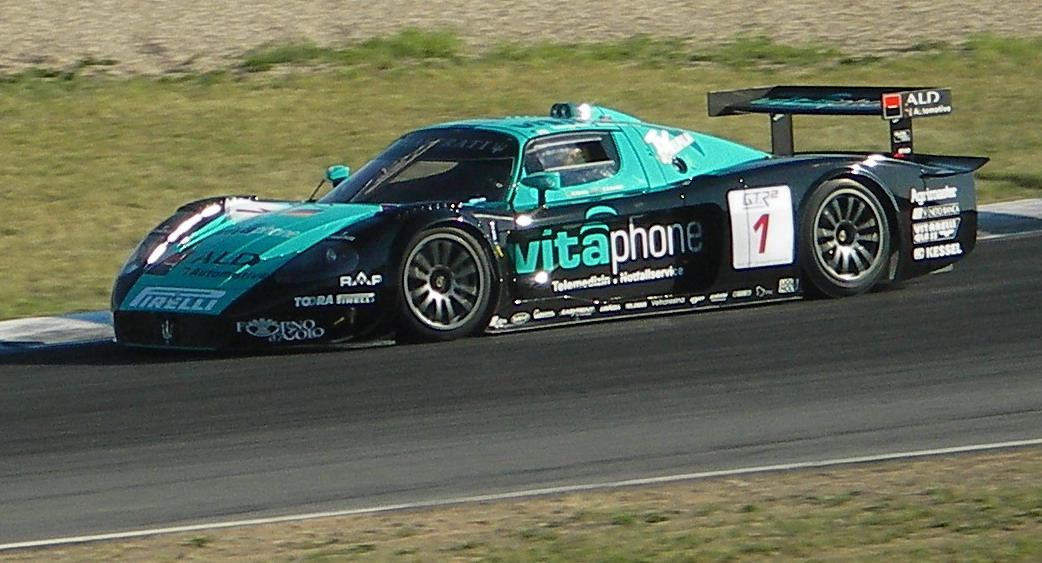
Maserati MC12 GT1 за кермом якого Ван де Пуле здобув три перемоги в 24 годинах Спа.

Цього ж року його запросили знову на 12-годинну гонку у Спа Бельгійського турингового чемпіонату з заводською командою Jaguar, на цей раз в партнерстві з Марсіалем Шувелем і Паскалем Матьє. Екіпаж стартував з 5-го місця, але через проблеми з електрикою Ван де Пуле з напарниками зуміли фінішували лише 39-ми. Ван де Пуле знову збирався приєднатися до команди Vitaphone, щоб захистити свою корону 24 годин Спа, але для підготовки команда вперше вирішила випробувати Maserati Gransport GT3 разом з Ван де Пуле, Міхаелем Бартельсом, Андреа Бертоліні та Джанні Джудічі в 24 годинах Нюрбургринга. Італійський автомобіль протримався в гонці лише 4 години 19 хвилин, подолавши 26 кіл Північної петлі. В 24 гонках Спа Ван де Пуле повернувся за кермо Maserati MC12 GT1 команди Vitaphone разом з напарниками Бартельсом і Бертоліні. Екіпаж провів захоплюючу дуель із Aston Martin команди Phoenix в одній із найзапекліших гонок в історії 24 годин Спа. На останньому відрізку Ван де Пуле подолав двохвилинне відставання від лідера, встановивши час кола, який був на дві секунди швидший за усіх інший на трасі в той момент, і після того, як Aston Martin зробив пізній піт-стоп, боротьба була вирішена на користь Maserati. Таким чином Ван де Пуле приєднався до Тьєррі Тассена та Жана-Мішеля Мартена як єдиних чотириразових переможців 24 годин Спа.  Згодом Ван де Пуле взяв участь в Petit Le Mans з Дідьє Тейсом і Фредді Лінгардом за кермом Lola B05/40 Judd команди Horag Hotz Racing в Американській серії Ле-Мана, фінішувавши 3-м у класі LMP2 та 12-м загалом. Він завершив рік, повернувшись за кермо Maserati разом з Бартельсом і Бертоліні на етапі FIA GT в Дубаї. Незважаючи на те, що тріо фінішувало лише 11-м, цього було достатньо для Бартельса та Бертоліні, щоб отримати титул чемпіонів GT1, а Ван де Пуле посів 13-е місце з 20 очками.
В 2007 році він приєднався до Horag Racing для участі в чемпіонаті серії Ле-Ман за кермом Lola B05/40 разом з Дідьє Тейсом та Фреді Лінгардом. Вони завершили сезон на 5-му місці в класі LMP2, здобувши 21 очко та одну перемогу в класі. Цього ж року він фінішував 2-им в перегонах 24 години Спа за кермом Maserati MC12 GT1 команди Vitaphone Racing з напарниками Майклом Бартельсом, Педро Ламі та Томасом Б'яджі.
В 2008 року Ван де Пуле повернувся до постійних перегонів, взявши участь у Grand American Rolex Series разом з командою Krohn Racing. Він завершив чемпіонат на 19-му місці, набравши 241 очко в 13-и гонках. В 2008 році Ван де Пуле також став абсолютним рекордсменом 24 годин Спа, здобувши свою 5-ту перемогу на Спа-Франкошам за кермом Maserati MC12 GT1 команди Vitaphone Racing з напарниками Андреа Бертоліні, Міхаелем Бартельсом і Стефаном Сарразеном. Ван де Пуле також взяв участь американській серії Ле-Ман 2008 року з командою Risi Competizione на автомобілі Ferrari 430 GTC. З цією ж машиною він повернувся в Ле-Ман. Його партнерами в спільній команді Krohn Racing і Risi Competizione стали Трейсі Крон і Ніклас Йонссон. Вони зійшли з дистанції майже на початку гонки, але повернулися в 2009 році та здобули подіум, посівши третє місце в класі GT2. У 2010 році тріо повернулось ще раз на трасу Сарта, але знову не змогло дістатися до фінішу через проблеми з двигуном. Це стало останньою участю Ван де Пуле в Ле-Мані.
У 2010 році Ван де Пуле прийняв новий виклик, приєднавшись до Volvo на два повних сезони в Бельгійському кузовному чемпіонаті. У 2010 році він і його товариш по команді Вінсент Радермекер фінішували другими в чемпіонаті, поступившись Фредеріку Буві. Наступного року вони завершили чемпіонат на 4-му місці, здобувши 3 перемоги та 8 подіумів. На початку 2010-х Ван де Пуле також продовжив виступав в перегонах на витривалість на Спа-Франкошам, взявши участь в чотирьох гонках 24 години Спа між 2010 та 2015 роками. У 2010 і 2011 роках він виступив за кермом Ferrari F430 GTC та 458 Italia, а в 2012 році за кермом McLaren MP4-12C GT3. В 2015 році він приєднався до команди BMW Racing Against Cancer з трьома іншими бельгійськими легендами, Марком Дуезом, Жан-Мішелем Мартеном і Паскалем Вітмером. Команда взяла участь в 24 годинах Спа, щоб допомогти Бельгійському фонду боротьби з раком. Кожен пілот проїхав один 24-хвилинний відрізок під час гонки за кермом BMW Z4 GT3 — перший на старті, другий у суботу ввечері, третій у неділю опівдні та останні 24 хвилини гонки.

## Результати виступів

### Формула-1
| Приклад      | Опис                                                              |
| ------------ | ----------------------------------------------------------------- |
| 1            | Переможець                                                        |
| 2            | Друге місце                                                       |
| 3            | Третє місце                                                       |
| 5            | Фінішував у очковій зоні                                          |
| 12           | Фінішував поза очковою зоною                                      |
| НКЛ          | Фінішував, але не класифікований                                  |
| Схід         | Не фінішував і не класифікований                                  |
| НКВ          | Не кваліфікований                                                 |
| НПКВ         | Не передкваліфікований                                            |
| ДСК          | Дискваліфікований                                                 |
| ТТР          | Брав участь тільки в тренуваннях                                  |
| тест         | Тестер по п'ятницях (з 2003 року)                                 |
| НС           | Брав участь у Гран-прі як бойовий пілот, але не стартував у гонці |
| Т            | Травмований чи хворий                                             |
| Викл         | Виключений із протоколу                                           |
| Від          | Відмова від участі                                                |
| НТР          | Не брав участі в тренуваннях                                      |
| НПР          | Не прибув на Гран-прі                                             |
| С            | Гонка скасована                                                   |
|              | Не брав участі                                                    |
| Жирний шрифт | Поул-позиція                                                      |
| Курсив       | Швидке коло                                                       |

| Рік  | Команда                   | Шасі           | Двигун                   | 1        | 2        | 3       | 4        | 5        | 6        | 7        | 8        | 9       | 10      | 11       | 12      | 13       | 14      | 15      | 16      | Місце | Очки |
| ---- | ------------------------- | -------------- | ------------------------ | -------- | -------- | ------- | -------- | -------- | -------- | -------- | -------- | ------- | ------- | -------- | ------- | -------- | ------- | ------- | ------- | ----- | ---- |
| 1991 | Modena Team SpA           | Lambo 291      | Lamborghini 3512 3.5 V12 | США НПКВ | БРА НПКВ | СМР 9†  | МОН НПКВ | КАН НПКВ | МЕК НПКВ | ФРА НПКВ | ВЕЛ НПКВ | НІМ НКВ | УГО НКВ | БЕЛ НКВ  | ІТА НКВ | ПОР НКВ  | ІСП НКВ | ЯПО НКВ | АВС НКВ | —     | 0    |
| 1992 | Motor Racing Developments | Brabham BT60B  | Judd GV 3.5 V10          | ПАР 13   | МЕК НКВ  | БРА НКВ | ІСП НКВ  | СМР НКВ  | МОН НКВ  | КАН НКВ  | ФРА НКВ  | ВЕЛ НКВ | НІМ НКВ |          |         |          |         |         |         | —     | 0    |
| 1992 | Fondmetal                 | Fondmetal GR02 | Ford HBA5 3.5 V8         |          |          |         |          |          |          |          |          |         |         | УГО Схід | БЕЛ 10  | ІТА Схід | ПОР     | ЯПО     | АВС     | —     | 0    |

† Не фінішував на Гран-прі, але був класифікований, оскільки подолав понад 90% дистанції.

### 24 години Ле-Мана
| Рік      | Команда                         | Напарники                      | Автомобіль             | Клас     | Кола | Поз. | Клас поз. |
| -------- | ------------------------------- | ------------------------------ | ---------------------- | -------- | ---- | ---- | --------- |
| 1992     | Peugeot Talbot Sport            | Карл Вендлінгер Ален Ферте     | Peugeot 905 Evo 1B     | C1       | 208  | Схід | Схід      |
| 1994     | Clayton Cunningham Racing       | Пол Джентілоцці Шунджі Касуя   | Nissan 300ZX Turbo     | IMSA GTS | 25   | Схід | Схід      |
| 1995     | Courage Compétition             | Олів'є Беретта Матяж Томлє     | Courage C41-Chevrolet  | WSC      | -    | НКВ  | НКВ       |
| 1996     | Racing for Belgium Team Scandia | Марк Гуссенс Ерік Бачеларт     | Ferrari 333 SP         | WSC      | 208  | Схід | Схід      |
| 1997     | Nissan Motorsport TWR           | Ріккардо Патрезе Аґурі Судзукі | Nissan R390 GT1        | GT1      | 121  | Схід | Схід      |
| 1998     | Doyle-Risi Racing               | Вейн Тейлор Фермін Велес       | Ferrari 333 SP         | LMP1     | 332  | 8    | 1         |
| 1999     | Nissan Motorsport               | Масамі Кагеяма Аґурі Судзукі   | Nissan R391            | LMP      | -    | НС   | НС        |
| 2000     | Team Cadillac                   | Вейн Тейлор Макс Анжелеллі     | Cadillac Northstar LMP | LMP900   | 287  | 22   | 12        |
| 2001     | Team Bentley                    | Енді Воллес Бутч Лейцінгер     | Bentley EXP Speed 8    | LMGTP    | 306  | 3    | 1         |
| 2002     | Team Bentley                    | Енді Воллес Бутч Лейцінгер     | Bentley EXP Speed 8    | LMGTP    | 362  | 4    | 1         |
| 2008     | Risi Competizione Krohn Racing  | Трейсі Крон Ніклас Йонссон     | Ferrari F430 GT2       | GT2      | 12   | Схід | Схід      |
| 2009     | Risi Competizione Krohn Racing  | Трейсі Крон Ніклас Йонссон     | Ferrari F430 GT2       | GT2      | 323  | 22   | 3         |
| 2010     | Risi Competizione Krohn Racing  | Трейсі Крон Ніклас Йонссон     | Ferrari F430 GT2       | GT2      | 197  | Схід | Схід      |
| Джерело: |                                 |                                |                        |          |      |      |           |